# Collegio di Blackley and Broughton
Blackley and Broughton è stato un collegio elettorale situato nella Grande Manchester, nel Nord Ovest dell'Inghilterra, e rappresentato alla Camera dei comuni del Parlamento del Regno Unito. Eleggeva un membro del parlamento con il sistema first-past-the-post, ossia maggioritario a turno unico; il collegio è stato abolito in occasione della revisione del 2024, ed è stato sostituito dal nuovo Blackley and Middleton South.

## Estensione

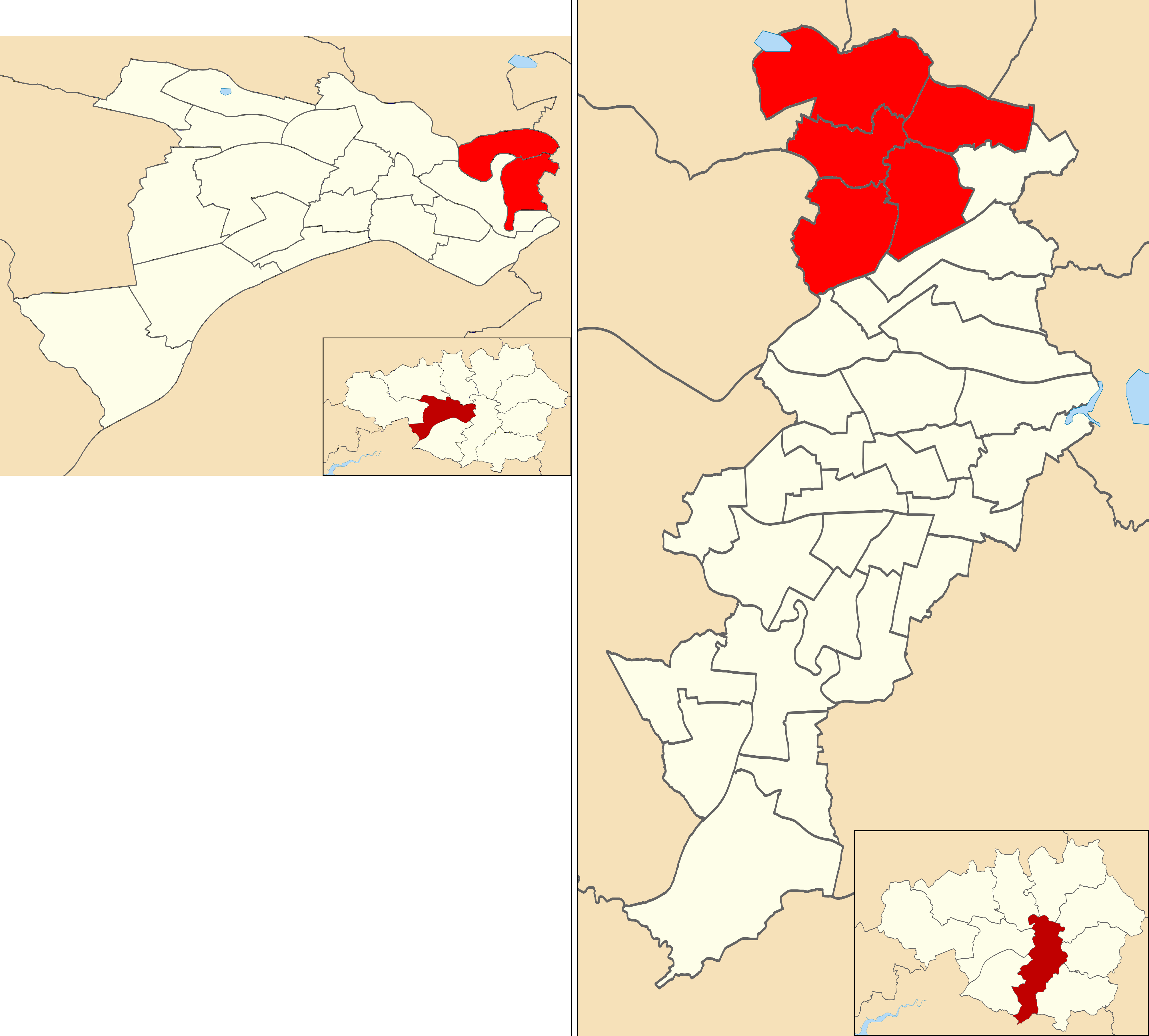
I ward elettorali di Blackley and Broughton

Il collegio comprendeva i ward della città di Manchester di Charlestown, Cheetham, Crumsall, Harpurhey e Higher Blackley, e i ward della città di Salford di Broughton e Kersal.
Costituito a seguito della quinta revisione dei collegi parlamentari redatta dalla Boundary Commission for England nella Greater Manchester, il collegio conteneva ward della città di Salford e di Manchester; era l'unico collegio oltre a Cities of London and Westminster di Londra a coprire due città, Manchester e Salford.

## Membri del parlamento
| Elezione | Elezione | Deputato         | Partito          |
| -------- | -------- | ---------------- | ---------------- |
|          | 2010     | Graham Stringer  | Laburista        |
|          | 2024     | Collegio abolito | Collegio abolito |

## Elezioni

### Elezioni negli anni 2010
| Partito                    | Partito                                | Candidato                  | Risultati 12 dicembre 2019 | Risultati 12 dicembre 2019 |
| Partito                    | Partito                                | Candidato                  | Voti                       | %                          |
| -------------------------- | -------------------------------------- | -------------------------- | -------------------------- | -------------------------- |
|                            | Laburista                              | Graham Stringer            | 23 887                     | 61,85                      |
|                            | Conservatore                           | Alexander Elias            | 9 485                      | 24,56                      |
|                            | Brexit                                 | James Buckley              | 2 736                      | 7,08                       |
|                            | Lib Dem                                | Iain Donaldson             | 1 590                      | 4,12                       |
|                            | Verdi                                  | David Jones                | 920                        | 2,38                       |
|                            |                                        |                            |                            |                            |
| Iscritti                   | Iscritti                               | Iscritti                   | 73 372                     | 100,00                     |
| ↳ Votanti (% su iscritti)  | ↳ Votanti (% su iscritti)              | ↳ Votanti (% su iscritti)  | 38 618                     | 52,63                      |
| ↳ Astenuti (% su iscritti) | ↳ Astenuti (% su iscritti)             | ↳ Astenuti (% su iscritti) | 34 754                     | 47,37                      |
|                            |                                        |                            |                            |                            |
|                            | Esito: collegio confermato a Laburista |                            |                            |                            |

| Partito                    | Partito                                | Candidato                  | Risultati 8 giugno 2017 | Risultati 8 giugno 2017 |
| Partito                    | Partito                                | Candidato                  | Voti                    | %                       |
| -------------------------- | -------------------------------------- | -------------------------- | ----------------------- | ----------------------- |
|                            | Laburista                              | Graham Stringer            | 28 258                  | 70,45                   |
|                            | Conservatore                           | David Goss                 | 8 657                   | 21,58                   |
|                            | UKIP                                   | Martin Power               | 1 825                   | 4,55                    |
|                            | Lib Dem                                | Richard Gadsden            | 737                     | 1,84                    |
|                            | Verdi                                  | David Jones                | 462                     | 1,15                    |
|                            | Popoli Cristiani                       | Abi Ajoku                  | 174                     | 0,43                    |
|                            |                                        |                            |                         |                         |
| Iscritti                   | Iscritti                               | Iscritti                   | 71 464                  | 100,00                  |
| ↳ Votanti (% su iscritti)  | ↳ Votanti (% su iscritti)              | ↳ Votanti (% su iscritti)  | 40 113                  | 56,13                   |
| ↳ Astenuti (% su iscritti) | ↳ Astenuti (% su iscritti)             | ↳ Astenuti (% su iscritti) | 31 351                  | 43,87                   |
|                            |                                        |                            |                         |                         |
|                            | Esito: collegio confermato a Laburista |                            |                         |                         |

| Partito                    | Partito                                | Candidato                  | Risultati 7 maggio 2015 | Risultati 7 maggio 2015 |
| Partito                    | Partito                                | Candidato                  | Voti                    | %                       |
| -------------------------- | -------------------------------------- | -------------------------- | ----------------------- | ----------------------- |
|                            | Laburista                              | Graham Stringer            | 22 982                  | 61,93                   |
|                            | UKIP                                   | Martin Power               | 6 108                   | 16,46                   |
|                            | Conservatore                           | Michelle Tanfield-Johnson  | 5 581                   | 15,04                   |
|                            | Verdi                                  | David Jones                | 1 567                   | 4,22                    |
|                            | Lib Dem                                | Richard Gadsden            | 874                     | 2,36                    |
|                            |                                        |                            |                         |                         |
| Iscritti                   | Iscritti                               | Iscritti                   | 71 922                  | 100,00                  |
| ↳ Votanti (% su iscritti)  | ↳ Votanti (% su iscritti)              | ↳ Votanti (% su iscritti)  | 37 112                  | 51,60                   |
| ↳ Astenuti (% su iscritti) | ↳ Astenuti (% su iscritti)             | ↳ Astenuti (% su iscritti) | 34 810                  | 48,40                   |
|                            |                                        |                            |                         |                         |
|                            | Esito: collegio confermato a Laburista |                            |                         |                         |

| Partito                    | Partito                               | Candidato                  | Risultati 6 maggio 2010 | Risultati 6 maggio 2010 |
| Partito                    | Partito                               | Candidato                  | Voti                    | %                       |
| -------------------------- | ------------------------------------- | -------------------------- | ----------------------- | ----------------------- |
|                            | Laburista                             | Graham Stringer            | 18 563                  | 54,27                   |
|                            | Conservatore                          | James Edsberg              | 6 260                   | 18,30                   |
|                            | Lib Dem                               | William Hobhouse           | 4 861                   | 14,21                   |
|                            | BNP                                   | Derek Adams                | 2 469                   | 7,22                    |
|                            | Respect                               | Kay Phillips               | 996                     | 2,91                    |
|                            | UKIP                                  | Robert Willescroft         | 894                     | 2,61                    |
|                            | Cristiano                             | Shafiq uz Zaman            | 161                     | 0,47                    |
|                            |                                       |                            |                         |                         |
| Iscritti                   | Iscritti                              | Iscritti                   | 68 820                  | 100,00                  |
| ↳ Votanti (% su iscritti)  | ↳ Votanti (% su iscritti)             | ↳ Votanti (% su iscritti)  | 34 204                  | 49,70                   |
| ↳ Astenuti (% su iscritti) | ↳ Astenuti (% su iscritti)            | ↳ Astenuti (% su iscritti) | 34 616                  | 50,30                   |
|                            |                                       |                            |                         |                         |
|                            | Esito: Laburista ottiene nuovo seggio |                            |                         |                         |

## Risultati dei referendum

### Referendum sulla permanenza del Regno Unito nell'Unione europea del 2016
|             | Collegio               | Lasciare UE % | Rimanere in UE % |
| ----------- | ---------------------- | ------------- | ---------------- |
|             | Blackley and Broughton | 51,3%         | 48,7%            |
| Inghilterra | 53,3%                  | 46,7%         |                  |
| Regno Unito | 51,9%                  | 48,1%         |                  |